# Orange Blossom Special (singolo)
Orange Blossom Special è un brano musicale folk statunitense composto da Ervin T. Rouse nel 1938. L'incisione originale si ebbe nel 1939 ad opera di "Ervin and Gordon Rouse". Spesso conosciuta semplicemente come The Special, la canzone parla dell'omonima linea ferroviaria statunitense ed è principalmente un vivace brano strumentale per violino in stile bluegrass.

## Il brano

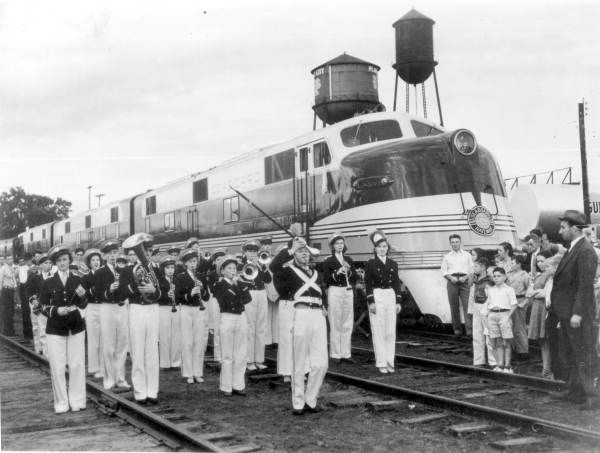
Arrivo del treno Orange Blossom Special a Plant City in Florida, dicembre 1938.

Negli anni cinquanta, il pezzo divenne uno standard abituale nel corso dei festival bluegrass, e divenne popolare per la sua "ruspante energia". Per lungo tempo, un suonatore di violino non veniva ammesso in una band bluegrass se prima non aveva dimostrato di essere in grado di eseguire Orange Blossom Special:

### Copyright
Oltre a Rouse, nel corso degli anni anche altri musicisti hanno rivendicato la paternità del brano, incluso Robert Russell "Chubby" Wise, che rese famoso il brano eseguendolo spesso al Grand Ole Opry.
Rouse registrò il copyright della canzone nel 1938 e la incise nel 1939. Bill Monroe, riconosciuto da molti come "il padre della musica bluegrass", registrò il pezzo (con Art Wooten al violino) e lo rese un successo. Negli anni successivi non si contano le reinterpretazioni da parte di altri artisti; tra le più notevoli le cover di Johnny Cash, Doug Kershaw, e Charlie McCoy.

## Cover
- Vassar Clements con la Nitty Gritty Dirt Band sull'album Will the Circle Be Unbroken.
- Johnny Cash intitolò Orange Blossom Special un suo album del 1965 e vi incluse la sua versione del brano. Mentre la versione che veniva eseguita abitualmente dai musicisti bluegrass era solo strumentale, Cash invece decise di proporre la versione con testo cantato, e sostituì le parti di violino con due armoniche a bocca e un sassofono.
- The Moody Brothers come parte del medley The Great Train Song Medley.[4]
- Doug Kershaw su singolo nel 1970. La sua versione raggiunse la nona posizione nella classifica country della rivista RPM in Canada.
- Charlie McCoy nel 1973. La sua versione raggiunse la posizione numero 26 della classifica di Billboard Hot Country Songs negli Stati Uniti.
- La band svedese The Spotnicks nel 1961 nel loro album di debutto The Spotnicks in London – Out-a-Space!.
- Charlie Daniels nel 1974 sull'album Fire On The Mountain in versione strumentale dal vivo.
- L'Electric Light Orchestra dal vivo sull'album The Night the Light Went On (In Long Beach) del 1974.